# Afrectopius usambaricus
Afrectopius usambaricus là một loài tò vò trong họ Ichneumonidae.